# Manolis Kalomiris
Manolis Kalomiris (griechisch Μανώλης Καλομοίρης; * 14. Dezember 1883 in Smyrna; † 3. April 1962 in Athen) war ein griechischer Komponist.
Kalomiris absolvierte die Evangelische Schule von Smyrna und studierte in Athen bei Timotheos Xanthopoulos, in Konstantinopel bei Sophia Spanoudi und von 1901 bis 1906 in Wien am Konservatorium bei H.Grädener. Von 1906 bis 1910 war er Klavierlehrer am Konservatorium Charkow, danach unterrichtete er am Athener Konservatorium. 1919 gründete er das Griechische Konservatorium, welches er bis 1926 leitete. Anschließend gründete er das Nationale Konservatorium. 1947 wurde er zum Präsidenten des griechischen Komponistenverbandes gewählt, 1950 wurde er Präsident der Nationaloper.
Kalomiris komponierte fünf Opern und mehrere Schauspielmusiken, drei Sinfonien, ein Klavier- und ein Violinkonzert, kammermusikalische Werke, Klavierstücke und zahlreiche Lieder. Daneben veröffentlichte er auch mehrere musikpädagogische Schriften.

## Werke
- Protomastoras (1916)
- L Anneau de la Mere (1917)
- Anatole (»Die Morgenröte«, 1945)
- Les eaux Dombre (1951)